# کانگانا رانوت
کانگانا آماردیپ رانوت (انگلیسی: Kangna Amardeep Ranaut؛ زادهٔ ۲۳ مارس ۱۹۸۶) بازیگر، فیلم‌ساز و سیاستمدار هندی است که از ژوئن ۲۰۲۴ به عنوان عضو پارلمان، لوک سبها از مندی فعالیت می‌کند. او که بابت ایفای نقش زنان با اراده و نامتعارف در فیلم‌های هندی‌زبان مشهور است، چندین جایزه از جمله چهار جایزه ملی فیلم و پنج جایزه فیلم‌فیر برنده شده است و شش بار در فهرست ۱۰۰ ستاره ثروتمند فوربز هند حضور داشته است. در سال ۲۰۲۰، دولت هند از او با پادما شری، چهارمین جایزه غیرنظامی برتر کشور، تجلیل کرد.

## فیلم‌شناسی
فهرست برخی از فیلم‌هایی که کانگانا رانوت در آن‌ها به ایفای نقش پرداخته است:
- تجاس-۲۰۲۳
- برابر ماه زیبا ۲-۲۰۲۳
- جان‌سخت-۲۰۲۲
- رهبر زن-۲۰۲۱
- پانگا-۲۰۲۰
- مانیکارنیکا-۲۰۱۹
- مگه دیوانه‌ای-۲۰۱۹
- رنگون-۲۰۱۷
- سیمران-۲۰۱۷
- کتی باتی-۲۰۱۵
- ازدواج تانو و مانو: بازگشت-۲۰۱۵
- ملکه هفت‌تیر-۲۰۱۴
- ملکه-۲۰۱۳
- من سال نو را دوست دارم-۲۰۱۳
- کریش ۳-۲۰۱۳
- تیراندازی در وادالا-۲۰۱۳
- راجو-۲۰۱۳
- توان-۲۰۱۳
- آنگلی-۲۰۱۳
- ستیز-۲۰۱۲
- بازی-۲۰۱۱
- اگر ما ملاقات کنیم یا نکنیم-۲۰۱۱
- اراذل-۲۰۱۱
- ازدواج تانو و مانو-۲۰۱۱
- شادکامی دو برابر-۲۰۱۱
- ناک اوت-۲۰۱۰
- مشکلی نیست-۲۰۱۰
- روزی روزگاری در بمبئی-۲۰۱۰
- بادبادک‌ها-۲۰۱۰
- تنها-۲۰۰۹
- راز: رمز و راز ادامه دارد-۲۰۰۹
- قول می‌دهم-۲۰۰۹
- آنها هستند-۲۰۰۸
- مد-۲۰۰۸
- شاکالاکا بوم بوم-۲۰۰۷
- زندگی در مترو-۲۰۰۷
- آن لحظات-۲۰۰۶
- گانگستر-۲۰۰۶